# Prisme hexagonal triaugmenté
Pour les articles homonymes, voir J57.
Le prisme hexagonal triaugmenté est un polyèdre faisant partie des solides de Johnson (J57). Comme le nom l'indique, il peut être construit en augmentant triplement un prisme hexagonal en attachant trois pyramides carrées (J1) à trois de ses faces équatoriales non-adjacentes. (Le solide obtenu en attachant des pyramides à des faces équatoriales adjacentes n'est pas convexe, et donc n'est pas un solide de Johnson). 
Les 92 solides de Johnson ont été nommés et décrits par Norman Johnson en 1966.